# Matkiv, Turka
Matkiv (în ucraineană Матків) este un sat în comuna Mohnate din raionul Turka, regiunea Liov, Ucraina.

## Demografie
Componența lingvistică a localității Matkiv
     Ucraineană (99,57%)
     Alte limbi (0,43%)
Conform recensământului din 2001, majoritatea populației localității Matkiv era vorbitoare de ucraineană (99,57%), existând în minoritate și vorbitori de alte limbi.

## Monumente
- Biserica Sfântul Dumitru din Matkiv⁠(de)[traduceți], monument înscris în lista locurilor din patrimoniul mondial UNESCO